# مارك فرازير
مارك فرازير هو لاعب هوكي الجليد كندي، ولد في 29 سبتمبر 1986 في أوتاوا في كندا.

## وصلات خارجية
- مارك فرازير على موقع دوري الهوكي الوطني (الإنجليزية)
- مارك فرازير على موقع EliteProspects.com (الإنجليزية)
- مارك فرازير على موقع Eurohockey.com (الإنجليزية)
- مارك فرازير على موقع HockeyDB.com (الإنجليزية)
- مارك فرازير على موقع Hockey-Reference.com (الإنجليزية)